# 23. Waffen-Grenadier-Division der SS Kama (kroatische Nr. 2)
De 23. Waffen-Gebirgs-Division der SS Kama (kroatische Nr. 2) was een onderdeel van de Waffen-SS. De divisie werd opgericht in juni 1944 maar enkele maanden alweer ontbonden, in oktober 1944.
De divisie heeft nooit aan het front gediend, omdat de formatie in principe nooit voltooid is. De Kama-divisie had ook nog geen embleem toegewezen gekregen, maar de naam sloeg op een lokaal wapen: een kortzwaard van Turkse oorsprong.

## Geschiedenis

### Formatie en oprichting
Op 17 juni 1944 gaf het opperbevel van de Waffen-SS bevel om een tweede Kroatische divisie op te richten. Een aantal Duitse officieren en onderofficieren werden vrijgemaakt om de leiding over de divisie op zich te nemen. Ook Kroatische officieren en soldaten uit de 13. Waffen-Gebirgs-Division der SS Handschar (kroatische Nr. 1) werden naar de nieuwe divisie overgeplaatst. Aan deze kern werden zowel vrijwilligers van Kroatische als Kroatisch-islamitische origine toegevoegd. De divisie zou opgeleid worden in Backa, ver weg van de onrustige gebieden waar de partizanen aanslagen pleegden.
De divisie zou echter nooit een volwaardige divisie worden. Op het hoogtepunt van haar sterkte, in september 1944, bestond de divisie uit 3.973 manschappen. Toen het Rode Leger in diezelfde maand echter oprukte naar Hongarije, kwamen de opleidingskampen van de divisie plots dicht bij de frontlinie te liggen. De SS verklaarde de divisie klaar te krijgen voor dienst tegen 24 september, maar deze datum ging voorbij zonder dat er een eenheid opgeleverd werd. Terwijl het Rode Leger verder oprukte door de Balkan, besloot het opperbevel van de SS om de divisie te ontbinden en de rekruten als vervangers over te hevelen naar andere divisies. Dit werd besloten in oktober 1944 en de meeste onderdelen van de divisie werden overgebracht naar de 31. SS-Freiwilligen-Grenadier-Division. De Kroatische moslims werden overgeplaatst naar de 13. Handschar divisie.

## Bekende oorlogsmisdaden[2]
Vijf officieren van de divisie hebben gediend in de concentratiekampen. Dit getal bevat ook officieren die voor of na hun dienst in de divisie in de kampen hebben gediend.

## Commandanten[3][4][5]
| Rang                              | Naam            | Begin                                                                        | Eind              | Opmerking          |
| --------------------------------- | --------------- | ---------------------------------------------------------------------------- | ----------------- | ------------------ |
| SS-Standartenführer der Waffen-SS | Helmuth Raithel | 1 juli 1944                                                                  | 28 september 1944 |                    |
| SS-Oberführer der Waffen-SS       | Gustav Lombard  | 28 september 1944                                                            | 1 oktober 1944    |                    |
|                                   |                 | 1 oktober 1944, andere bronnen vermelden: september 1944 ontbinding eenheid. |                   | Eenheid ontbonden. |

## Gebieden van operaties[3]
- Juli 1944 - oktober 1944: Kroatië, Servië

## Samenstelling[6]
- Waffen-Gebirgsjäger-Regiment der SS 55 (kroat.Nr.3)
- Waffen-Gebirgsjäger-Regiment der SS 56 (kroat.Nr.4)
- SS-Gebirgs-Artillerie-Regiment 23
- SS-Aufklärungs-Abteilung 23
- SS-Panzerjäger-Abteilung 23
- SS-Flak-Abteilung 23
- SS-Pionier-Bataillon 23
- SS-Gebirgs-Nachrichten-Abteilung 23
- SS-Gebirgs-Sanitäts-Abteilung
- SS-Feldersatz-Bataillon 23
- SS-Verwaltungs-Truppen 23
- SS-Kraftfahrparktruppen 23
- SS-Nachschubtruppen 23
- SS-Feldpostamt 23
- SS-Ordnungstruppen 23
- SS-Veterinär-Kompanie 23
- SS-Sanitäts-Bataillon 23